# Combat de San Lorenzo
El Combat de San Lorenzo va ser un enfrontament armat que va donar-se el 3 de febrer del 1813, al costat del Convent de Sant Carlos Borromeo situat a l'actual localitat de Sant Lorenzo de la província de Santa Fe, Argentina, en el qual les forces independentistes riuplatenses (argentines) van sorprendre i van vèncer les espanyoles (reialistes) els qui via fluvial aprovisionaven del Setge de Montevideo (1812-1814). Va ser l'únic combat en territori argentí que van lliurar tant el Regiment de Granaders a cavall com el seu creador, el llavors coronel José de San Martín.

## Història

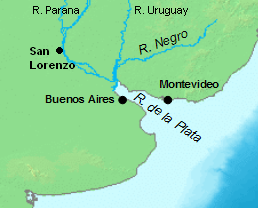
Localització de Sant Lorenzo, Buenos Aires i Montevideo a la conca de la plata.

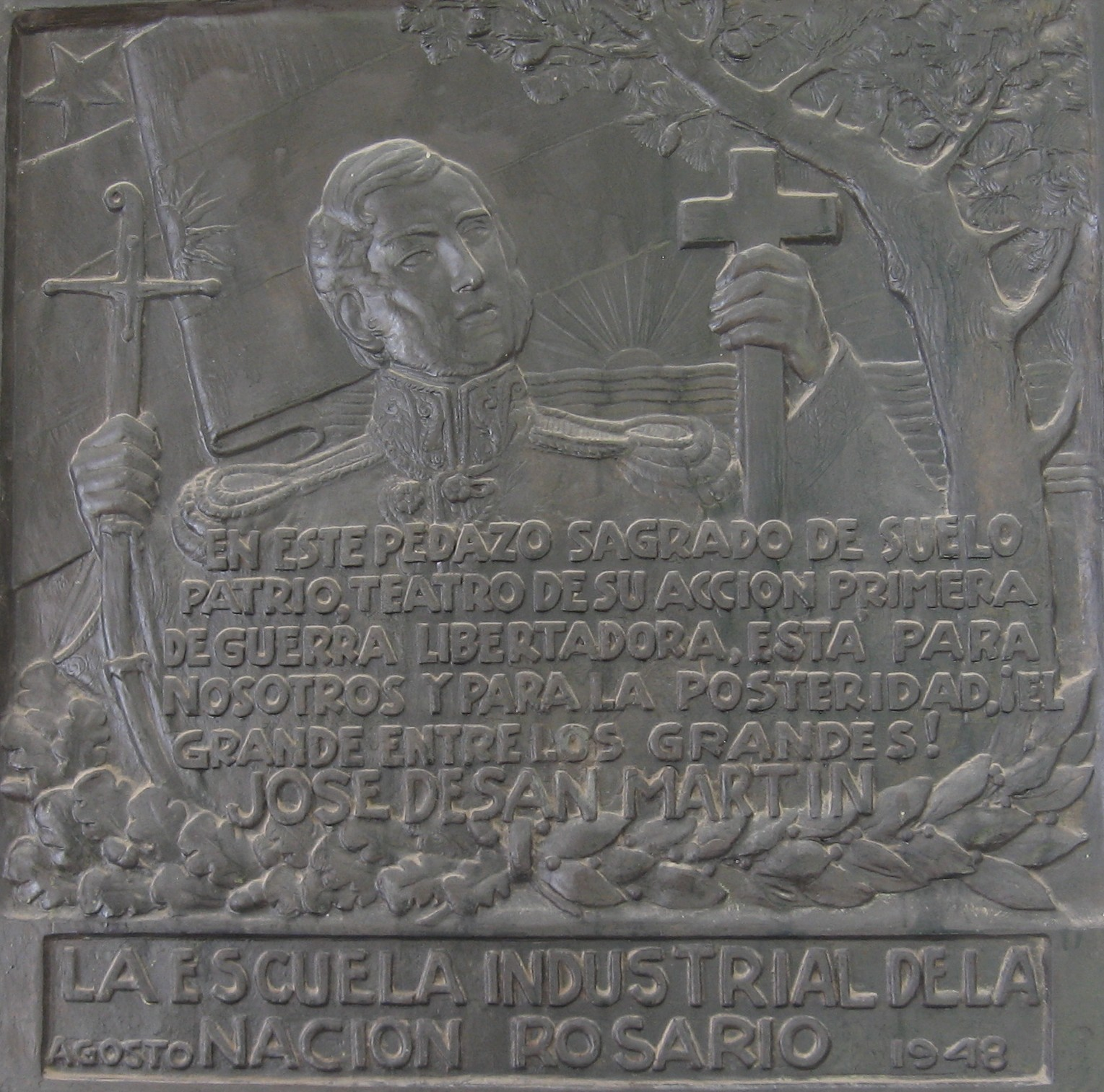
Placa en homenatge a José de Sant Martín, al Convent Sant Carlos. Sant Martín sosté una creu i una espasa perquè és conegut com "El Sant de la espasa"

La ciutat de Montevideo — declarada per Espanya com a capital provisional del Virregnat del Riu de la Plata — era la principal base naval espanyola a l'oceà Atlàntic Sud; Per terra estava assetjada per l'exèrcit de José Rondeau, al que després s'hi sumaria José Gervasio Artigas. De forma que els espanyols havien de fer ús del mar i del Riu de la Plata per proveir-se. Freqüentment, una esquadrilla reialista sortia de Montevideo en direcció al Paranà, i els seus homes rondaven les costes robant els bestiars.
Una expedició formada per onze embarcacions, que havia sortit de Montevideo amb el propòsit indicat, va ser seguida paral·lelament per terra pel coronel de cavalleria José de Sant Martín, al capdavant de 125 homes del Regiment de Granaders a cavall, recentment creat per ell.
Les forces de Sant Martín es van avançar, aturant-se el 2 de febrer a prop de la posta del Espinillo, situada a 21 km al nord del Rosario, on avui se situa la ciutat de Capità Bermúdez. Després de canviar els esgotats cavalls per uns frescs proporcionats pel comandant militar del Rosario, Celedonio Escalada, van continuar l'endemà el seu recorregut fins al Convent de Sant Carlos, entrant pel costat oest del monestir. Després de negociar la situació amb el superior dels frares franciscans del convent, el fra Pedro García — San Martín va ocultar als seus granaders, de manera que l'esquadrilla reialista no pogués descobrir-los.
Els reialistes van desembarcar i van avançar cap al convent, suposant que allí estaven guardats els principals béns de la zona. Per a la seva sorpresa, van ser atacats pels granaders a cavall i amb espasa en mà. L'atac de les tropes argentines es va realitzar amb un moviment en forma de pinça, sortint per una banda de la part posterior del convent, —la de l'esquerra i la primera a moure's— i que estava encapçalada per José de Sant Martín; L'altra estava encapçalada pel capità oriental Justo Germán Bermúdez, qui estava secundat pel jove tinent de Buenos Aires Manuel Díaz Vélez. Bermúdez va executar una marrada molt gran, forçant l'escapatòria dels espanyols cap als seus bucs. La tàctica militar empleada pel General Sant Martín va consistir en una maniobra envolvent, apresa de Napoleó Bonaparte.
El desembarcament no es va produir davant del convent, com havia previst Sant Martín, sinó en direcció al centre de l'actual ciutat. Per això, la columna de Sant Martín va arribar abans que la de Bermúdez completés el moviment. Per un moment, els espanyols van aconseguir defensar-se. Una bala va ferir al cavall de Sant Martín, que va rodar i va estrènyer una de les cames del coronel, immobilitzant-ho. Un enemic anava a clavar-li la baioneta, quan va aparèixer el soldat puntà Juan Bautista Baigorria qui en aquell precís instant es va interposar, va matar el soldat reialista i va començar una defensa heroica de Sant Martín. Mentrestant, el soldat correntí Juan Bautista Cabral va ajudar a Sant Martín a alliberar-se de l'opressió del llom del cavall sobre la seva cama salvant-li la vida.
Punt el capità Justo Bermúdez com el tinent Manuel Díaz Vélez i el soldat Juan Cabral moririen en aquesta heroica acció, per això són commemorats ens els relats de la Història Argentina. Existeix la creença que Baigorria va morir en la batalla de Sant Lorenzo, però els registres mostren que va servir en l'exèrcit dels Andes fins aproximadament a l'any 1818.
L'arribada del grup de Bermúdez, impedint que els reialistes es reorganitzessin en quadre, va completar la victòria de Sant Martín, obligant als reialistes a fugir precipitadament. Alguns reialistes es van llançar al riu des del barranc i van morir ofegats. El combat va durar, en total, al voltant de 15 minuts.
Aquest combat va constituir el baptisme de foc del Regiment de Granaders a cavall.
A pesar de l'escàs nombre de tropes compromeses, i a l'escassa durada de la batalla, aquesta va tenir conseqüències estratègiques: No van haver-hi més campanyes dels reialistes de Montevideo cap al riu Paranà, i la ciutat va començar a tenir problemes de proveïment. Aquests portarien, molt més tard, a la seva caiguda en mans de les tropes de Buenos Aires.
Sant Martín es va exposar al foc enemic fins al punt que en aquest combat gairebé va perdre la vida. Per explicar aquest fet, cal tenir en compte que en aquesta època molts dels oficials principals encapçalaven els combats per ser exemple dels seus subordinats. L'altre motiu sembla haver estat dissipar les sospites que pogués haver-hi sobre la fidelitat de Sant Martín: Després de dècades dedicant la seva vida a Espanya, encara mantenia accent peninsular, i se sospitava que fos un agent reialista (proespanyol).

### Part de notificació del combat
Part del combat de Sant Lorenzo, subscrit pel coronel José de Sant Martín al superior govern:
| «                            | Excel·lentíssim senyor. Tinc l'honor de dir-vos que el dia 3 de febrer els granaders del meu comandament en el seu primer assaig han afegit un nou triomf a les armes de la pàtria. Els enemics en nombre de 250 homes van desembarcar a les 5 i mitja del matí al port de Sant Lorenzo, i es van dirigir sense oposició al col·legi Sant Carlos d'acord amb el pla que tenien meditat en dues divisions de a 60 homes cadascuna. Els atacs per dreta i esquerra, van fer no obstant això una esforçada resistència sostinguda pels focs dels vaixells, però no capaç de contenir la intrèpida eficàcia amb què els granaders van carregar sobre ells sabre en mà: A punt es van replegar en la fugida a les baixades deixant al camp de batalla 40 morts, 14 presoners d'ells, 12 ferits sense incloure els que es van desplomar, i van portar regalims de sang, que es veien als barrancs. Dos canons, 40 fusells, 4 baionetes, i una bandera que poso a les vostres mans la va arrencar amb la vida a l'abanderat el valent oficial D. Hipolito Bouchard. De la nostra part s'han perdut 26 homes, 6 morts, i els altres ferits, d'aquest número són: el capità Don Justo Bermúdez, i el tinent Manuel Díaz Vélez, que avançant-amb energia fins a la vora del barranc va caure aquest recomanable oficial en mans de l'enemic. El valor i intrepidesa que han manifestat l'oficialitat i tropa sota el meu comandament els fa creditors als respectes de la pàtria, i de les seves atencions; Es compta entre aquests a l'esforçat i benemèrit rector Dr. Julián Navarro, que es va presentar amb valor animant amb la seva veu, i subministrant els auxilis espirituals en el camp de batalla: Igualment ho han contret els oficials voluntaris D. Vicente Marbre, i D. Julián Corvera, que en la meva opinió van actuar amb intrepidesa en tots els perills. Segurament el valor i intrepidesa dels meus granaders haguessin acabat en aquest dia d'un sol cop les invasions dels enemics a les costes del Paranà, si la proximitat de les baixades no hagués protegit la seva fugida, però em llanço a pronosticar sense por que aquest escarment serà un principi perquè els enemics no tornin a inquietar aquests pacífics habitants. Déu vos guardi molts anys. Sant Lorenzo 3 febrer del 1813 | » |
| — Coronel José de San Martín | |   |

## Evocacions del combat

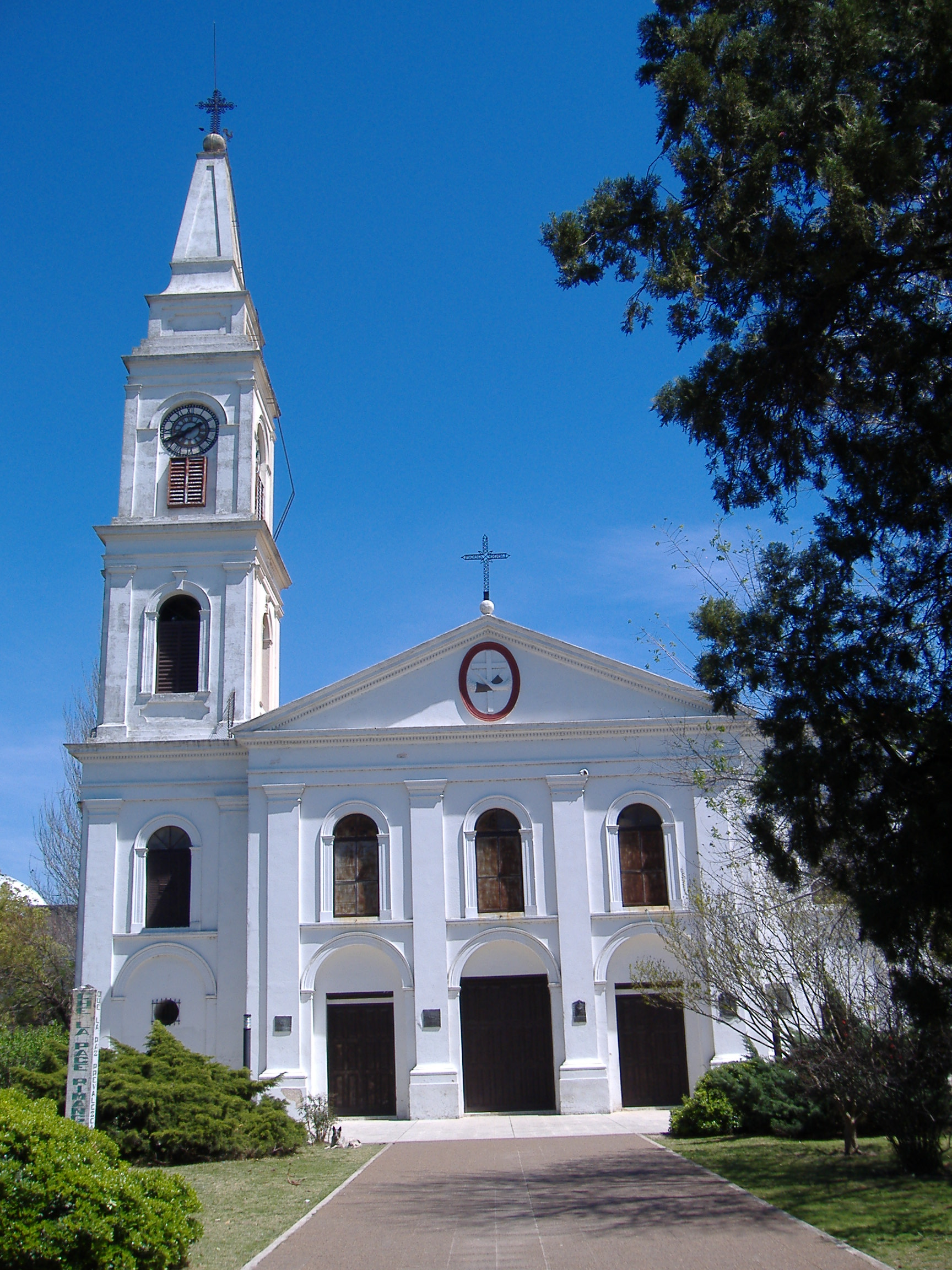
Monestir de Sant Carlos, davant del camp de combat.

El llegat del combat de Sant Lorenzo es va preservar amb les toponímies de tres localitats del Gran Rosario: Port General Sant Martín (pel victoriós general libertador, com a molts altres llocs de l'Argentina), Capità Bermúdez (capità del Regiment de Granaders, cap de l'ala dreta en l'atac), i Granader Baigorria (un soldat de Granaders). La carretera que travessa les localitats citades, anomenada Ruta Nacional 11, pren el nom d'Avinguda Sant Martín en travessar la seva zona urbana. També una gran avinguda, Sant Martín, de Rosario porta aquest nom i al nucli històric de Rosario existeix la Baixada Sergent Cabral, en homenatge a Juan Bautista Cabral.
El Convent de Sant Carlos Borromeo conserva les restes mortals dels combatents morts en una urna. Hi ha un Museu Històric sobre el combat, amb la cel·la ocupada pel General Sant Martín (que pot visitar-se). A l'exterior i davant d'ell, hi ha el monument commemoratiu del combat, i el Camp de la Glòria. Darrere de l'edifici viu encara un vell arbre sota el qual Sant Martín va redactar el comunicat de guerra referent al combat en qüestió. Actualment, aquest arbre (un pi del Mediterrani) està ja sec, a causa de malalties i tempestes que el van afectar durant les últimes dècades.
A la vora del Paranà, hi ha el Camp de la Glòria, on, es diu, es va desenvolupar el gloriós combat. No obstant hi ha qui diu que el combat va tenir lloc en un port natural que existia centenars de metres cap al nord i que van marxar cap al convent en diagonal. Aquesta petita platja va desaparèixer després d'una tremenda tempesta al 1915, per la qual cosa el veritable Camp de la Glòria està sepultat sota de nombroses cases.

## Baixes patriotes
Quaranta van ser les baixes produïdes entre les tropes reialistes, mentre que a les files patriotes en van tenir 14 i van ser:
- Juanario Lluna, José Gregorio Franco i Basilio Bustos, els tres del llogaret de Renca (província de Sant Luis).[3]
- Juan Bautista Cabral i Feliciano Silva, de Corrientes.
- Ramón Saavedra i Blas Vargas, de Santiago del Estero.
- Ramón Amador i Domingo Soriano, de La Rioja.
- José Márquez i José Manuel Díaz, de Còrdova.
- Juan Mateo Gelvez, d'Escobar (província de Buenos Aires).
- Domingo Porteau, de Labarthe-Rivière, a França.
- Julián Alzogaray, de Xile.

A aquests s'hi han d'afegir el capità Justo Germán Bermúdez, nascut a Montevideo, que moriria 11 dies després, i el tinent Manuel Díaz Vélez, nascut a Buenos Aires, que va morir el 20 de maig del 1813, tots dos a conseqüència de les ferides rebudes durant el combat.

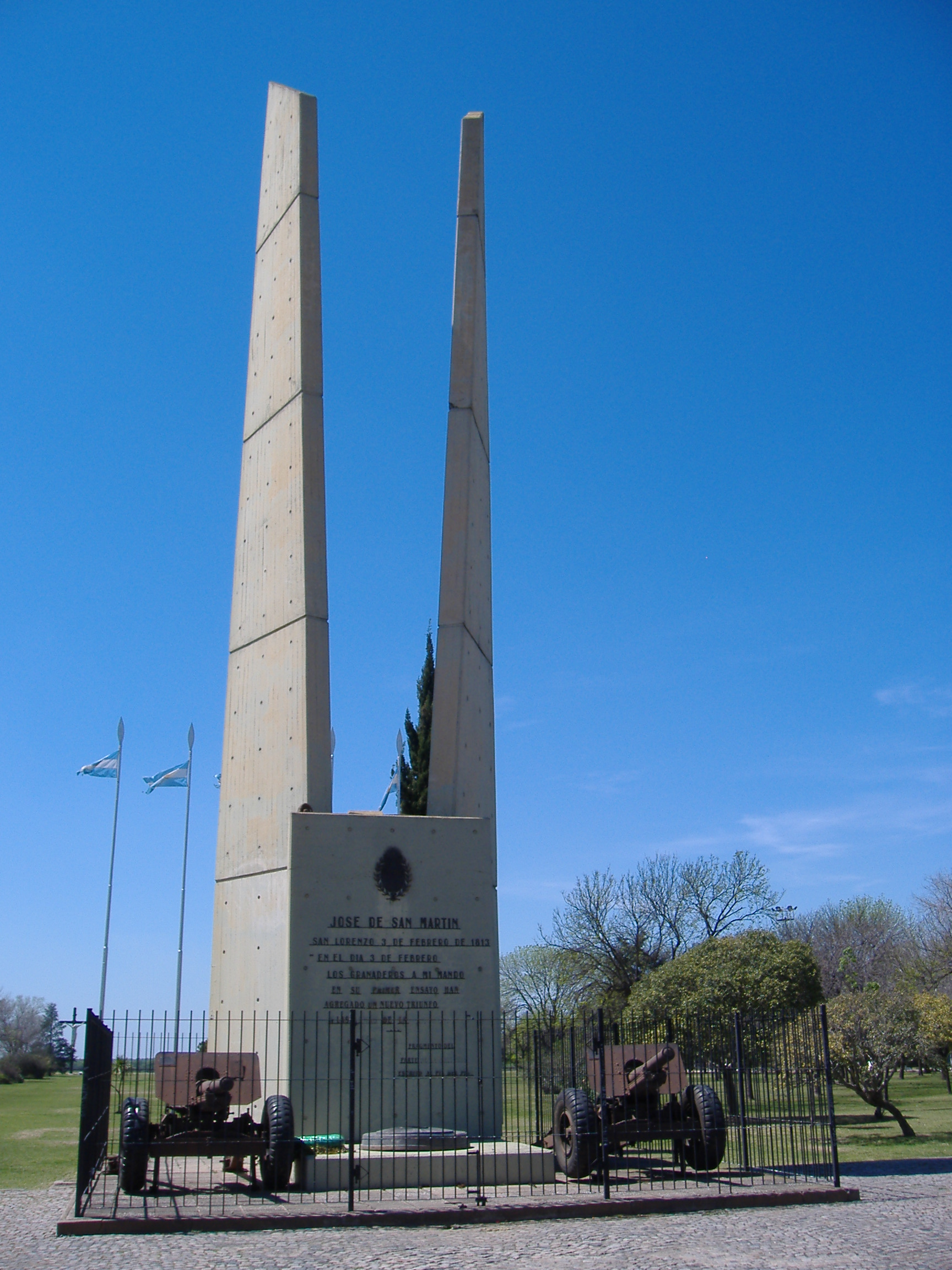
Monument commemoratiu del combat al Camp de la Glòria.